# Жиенкум
Жиенкум (каз. Жиенқұм) — село в Байдибекском районе Туркестанской области Казахстана. Входит в состав Бугунского сельского округа. Находится на реке Шаян. Код КАТО — 513649400.

## Население
В 1999 году население села составляло 695 человек (361 мужчина и 334 женщины). По данным переписи 2009 года, в селе проживало 827 человек (414 мужчин и 413 женщин).